# Buyclass Framework
Das Buyclass Framework typisiert verschiedene Beschaffungssituationen in einem Unternehmen. Es wurde 1967 von Robinson, Faris und Wind entwickelt, weshalb dieses Konzept auch unter dem Begriff RFW-Framework geläufig ist. 1987 wurde es von Anderson, Chu und Weitz an zwei Großbetrieben empirisch getestet. Im organisationalen Kaufverhalten (englisch organizational buying behaviour) spielt das Buyclass Framework eine wichtige Rolle. Das Modell wird wegen der Allgemeingültigkeit und Einfachheit für Einkaufsprozesse in Industriebetrieben verwendet.
| Beschaffungssituation    | Neuartigkeit des Problems | Informationsbedarf | Alternativensuche    |
| Neue Aufgabe             | hoch                      | sehr hoch          | bedeutsam            |
| Modifizierter Wiederkauf | mittel                    | mittel             | in begrenztem Umfang |
| Routineeinkauf           | niedrig                   | sehr niedrig       | unterbleibt          |

Das Buyclass Framework erlaubt 27 mögliche Konstellationen (3 × 3 × 3), wobei jedoch nur drei Beschaffungssituationen tatsächlich vorkommen, welche mit drei Variablen beschrieben werden:
- Neuartigkeit des Problems: Wie neu ist die Kaufsituation für den Käufer?
- Informationsbedarf: Welche Menge an Information benötigt der Käufer um eine gute Entscheidung zu treffen?
- Alternativensuche: Welche Bedeutung kommt allen anderen Alternativen zu?

Daraus entstehen drei Beschaffungssituationen:
- Neue Aufgabe: Ein neues Produkt oder Dienstleistung wird erstmals angefordert. Diese Situationen kommen eher selten vor, sind aber sehr risikoreich und die Entscheidung wird als sehr wichtig angesehen. Daher hat der Käufer einen hohen Informationsbedarf und wählt aus mehreren Alternativen aus. Die Zahl der mitwirkenden Personen am Entscheidungsprozess (das Buying Center) ist sehr hoch. Vom Verkäufer erhofft man sich eher neue Lösungen als ökonomisch vorteilhafte Angebote.

- Modifizierter Wiederholungskauf: Entweder handelt es sich hier um eine Neue Aufgabe, die zur Routine geworden ist oder um einen höher eingestuften Routineeinkauf. Beispiele sind Lieferprobleme, neue Produkte, mögliche Kosteneinsparungen oder Qualitätsverbesserung. Der Käufer muss Produktspezifikationen, Preise oder Vertragsbedingungen ändern oder neue Lieferanten finden. Hier ist etwa an einen Maschinenbauer zu denken, der für einen bestimmten Auftrag einen von der eigenen Werksnorm abweichenden Elektromotor beschaffen muss.

- Routineeinkauf: Dieser Kauf ist der häufigste Fall und wird in einem Unternehmen meist von der eigenen Einkaufsabteilung durchgeführt. Bedeutend sind eine angemessene Leistung und Lieferung. Der Einkäufer bestellt bei demselben Lieferanten oder wählt aus einer bestehenden Lieferantenliste einen anderen Lieferanten aus. Diese Kaufklasse kann hochgradig automatisiert werden, etwa indem bestandsgesteuerte Artikel in einem Warenlager im ERP-System automatisch disponiert und zur Wiederbeschaffung vorgeschlagen werden. Vom Verkäufer erwartet man eher Fehlervermeidung als neue Lösungen.

## Einige Kritikpunkte
- Die Einteilung nach Produktklassen wird außer Acht gelassen, Gleichgültigkeit wird angenommen.

- Ebenso bleiben Qualität und Preis unberücksichtigt.

- Oft wird die Suche nach Alternativen auch von persönlichen und organisatorischen Faktoren bestimmt. Einkäufer, die bei Ersteinkäufen komplexe Entscheidungsprozesse umgehen wollen, werden nur wenige Alternativen in Betracht ziehen.

- Die Wichtigkeit des Kaufs und die Komplexität des Beschaffungsvorgangs werden ignoriert. So erfordert der erstmalige Kauf von Glühbirnen mehr Aufwand und Sorgfalt als der Austausch der gesamten Fahrzeugflotte in einem Unternehmen.

- Die Rolle der Neuheit wird im Prozess überbewertet.

- Es existiert nur eine geringe Anzahl empirischer Tests.

## Verbesserungen des Modells
- Anderson, Chu und Weitz (1987) empfehlen eine Änderung des bisherigen Modells. Ihre Version besteht nur noch aus der Neuartigkeit des Problems und dem Informationsbedarf. Die Alternativensuche fällt weg, da sie sich in der Realität  anders als in der Theorie verhält. Als mögliche Erklärung dafür nennen sie die Lieferantentreue -Die Alternativensuche unterbleibt dann auch in der Situation der Neuen Aufgabe- und die im Buyclass Framework vernachlässigte Bedeutung des Beschaffungsvorgangs.

| Beschaffungssituation    | Neuartigkeit des Problems | Informationsbedarf |
| Neue Aufgabe             | hoch                      | sehr hoch          |
| Modifizierter Wiederkauf | mittel                    | mittel             |
| Routineeinkauf           | niedrig                   | sehr niedrig       |

- Lehmann & O’Shaughnessy  (1974) erweiterten das Modell um folgende vier Kategorien: Routine, Prozess-, Lösungs- und politische Probleme.

## Praktischer Nutzen
Im Rahmen des Investitionsgütermarketing kann das Buyclass Framework dazu verwendet werden, den spezifischen Informationsbedarf der einzelnen Interessenten gezielt zu befriedigen. Während Kunden in einer „new-buy“-Situation viele Informationen benötigen, brauchen die Kunden in den anderen Situationen weniger und auch andere Informationen und die Kaufkriterien sind andere. In einer Routinekaufsituation kann es zum Beispiel darum gehen, den Wiederkauf so bequem wie möglich zu machen, etwa durch weitgehend automatisierten Informationsaustausch zwischen Käufer und Verkäufer.